# Fürstentum Orange

Stammwappen des Fürstentums

Die Grafschaft Orange, später Fürstentum Orange (deutsch: Oranien), war eine Grafschaft bzw. ein Fürstentum im Osten des heutigen Südfrankreich.

## Geschichte

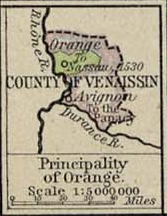
Der Staat von Oranien im Jahre 1547, mit dem Comtat Venaissin (päpstlichen Besitz bis 1791)

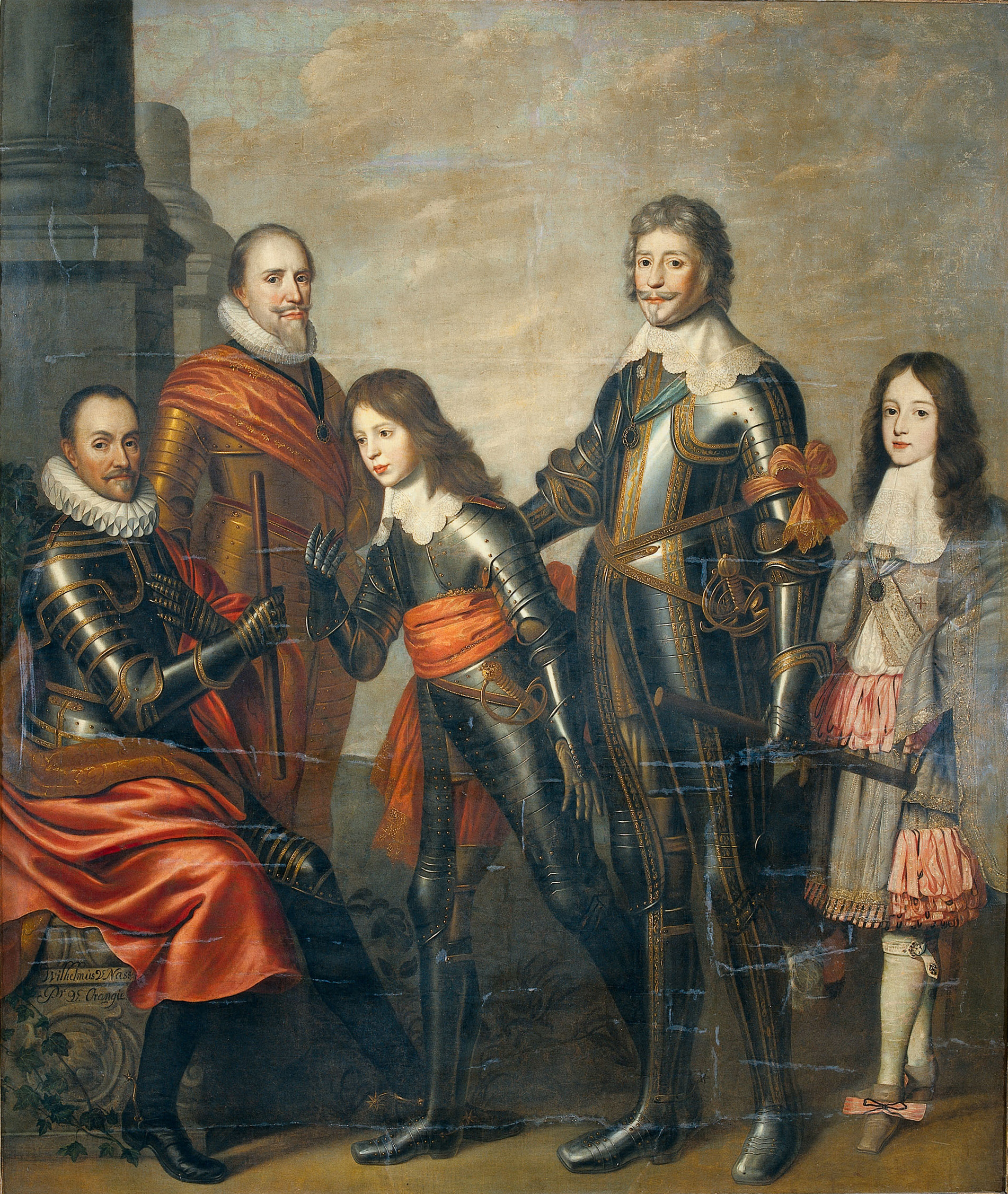
Vier Generationen Fürsten von Oranien: Wilhelm I., Moritz und Friedrich Heinrich, Wilhelm II., Wilhelm III. (Pieter Nason, 1660-1662, Rijksmuseum)

Es entstand um 800, als die Stadt Orange von einem Guilhelm (wahrscheinlich Wilhelm von Aquitanien) eingenommen wurde. Im 11. Jahrhundert verselbständigte sich die Grafschaft, die bislang zur Grafschaft und später zur Markgrafschaft Provence gehört hatte.
Die Grafschaft kam teilweise durch Erbschaft (1182), teilweise durch Kauf (1289) an die Herren von Les Baux, nachdem Kaiser Friedrich Barbarossa einem Teil des Gebiets 1163 den Fürstentitel zuerkannt hatte.
1393 ging das rund 300 Quadratkilometer große Fürstentum an das Haus Chalon II (eine Seitenlinie des Hauses Burgund-Ivrea, die nach einem Erbfall Namen und Wappen des ursprünglichen Hauses Chalon angenommen hatte).
Der französische König Franz I. annektierte das Fürstentum. Der letzte Fürst von Orange aus dem Hause Chalon, Philibert de Chalon, wurde von 1524 bis 1526 gefangen gehalten. Philibert nahm danach als Feldherr Kaiser Karls V. am Sacco di Roma teil, verteidigte Neapel gegen die Franzosen und bekam als Belohnung 1529 sein Fürstentum zurück, starb aber bereits im Jahr darauf im Alter von 28 Jahren kinderlos.
Seine Schwester Claude de Chalon war mit Heinrich III. von Nassau verheiratet (die Nassauer waren bereits im Besitz großer Teile der Niederlande), der Sohn des Paares, René, erbte das Fürstentum. Bevor er jedoch 1544 ebenfalls ohne Nachkommen starb, benannte er seinen Neffen Wilhelm I., als Erben, der sich dadurch Prince d’Orange (Fürst von Oranien) nennen durfte – unter der Bedingung Kaiser Karls V., dass er an dessen Hof in Brüssel katholisch erzogen wurde. 1560 konnte er das von Frankreich besetzte Fürstentum in Besitz nehmen, kurz bevor er zum Führer des Aufstands der Niederlande gegen Spanien wurde.
Von 1563 bis 1685 wurde das Fürstentum Zufluchtsstätte für etwa 4.000 verfolgte Hugenotten aus dem umgebenden Frankreich. Reformierte und katholische Bewohner lebten friedlich zusammen. Mit dem Edikt von Fontainebleau und dem Verbot evangelischer Gottesdienste erhöhte Frankreich den Druck auf das kleine Fürstentum. 1703 wurden 1.400 Hugenotten ausgewiesen, die zuerst in Genf Zuflucht und danach in Brandenburg eine neue Heimat fanden.
Als Wilhelms Urenkel Wilhelm III. (Statthalter der Vereinigten Niederlande und zusammen mit Maria II. König und Königin von England) 1702 kinderlos starb (Frankreich hielt das Land 1672–1697 und 1701–1702 erneut besetzt), hinterließ er das Fürstentum seinem entfernten Verwandten Johann Wilhelm Friso von Nassau-Diez († 1711). Der seit 30 Jahren schwelende oranische Erbfolgestreit näherte sich seinem Ende, obwohl nun auch der König in Preußen, Friedrich I., als nächster männlicher Verwandter Wilhelms I. von Oranien (sowohl Friedrichs Mutter Luise Henriette von Oranien als auch Friedrichs Großmutter väterlicherseits Elisabeth Charlotte von der Pfalz waren Enkelinnen Wilhelms I.) Anspruch auf den Titel und das Erbe erhob. Ferner erhob Fürst Wilhelm Hyacinth von Nassau-Siegen Erbansprüche und reiste 1702 nach Versailles und weiter nach Orange, wo er die Inbesitznahme des Fürstentums verkündete. König Ludwig XIV. erklärte daraufhin den Prinzen von Condé, dessen deutsche Frau mit den Oraniern verwandt war, zum Erben des Fürstentums und besetzte es. Condé überschrieb das Fürstentum wiederum der Krone Frankreichs.
1713 fiel das Land im Rahmen des Friedens von Utrecht endgültig an Frankreich und schied damit aus dem Heiligen Römischen Reich aus. Titel und Wappen hingegen sowie das Fürstentum Neuenburg, die Grafschaft Moers, der obere Teil des Herzogtums Geldern (Obergeldern) und die Grafschaft Lingen aus dem Besitz der Nassauer gingen an den preußischen König Friedrich I. 1733 erwarben die Nassauer das Recht auf Titel und Wappen Oraniens, den die preußischen Könige bis 1918 in ihrem großen Titel führten. Den Titel „Prinz von Oranien“ trägt seit 1815 der Thronfolger des Hauses Oranien-Nassau (Niederländisches Königshaus), zurzeit (2023) Catharina-Amalia der Niederlande. Der französischen König Ludwig XIV. verlieh Louis III. de Mailly, Marquis de Nesle (1706) und Louis Armand II de Bourbon-Conti (1712) ebenfalls den Titel Prinz von Oranien.

## Grafen von Orange
- Renaud I., Graf von Orange
- Bertrand, dessen Sohn, um 1062
- Renaud II., dessen Sohn; † vor 1121
- Tiburtia I., dessen Tochter; † vor 1150, ⚭
- Wilhelm I. de Montpellier († 1156), Herr von Aumelas (Haus Montpellier)
- Wilhelm II., deren Sohn, Graf von ½ Orange 1150–1160,
- Wilhelm III., dessen Sohn, Graf von ½ Orange 1160–1175
- Renaud IV., dessen Sohn, Graf von ¼ Orange 1175–1190, schenkt seinen Besitz dem Johanniterorden
- Tiburtia III., dessen Schwester; † vor 1180, schenkt ¼ Orange dem Johanniterorden

Der Johanniterorden verkauft seine Hälfte von Orange 1307 an Bertrand III. von Orange (siehe unten)
- Tiburtia II., Schwester Guillaumes I., Gräfin von ½ Orange 1173–1182, ⚭ Bertrand des Baux († 1181)

## Fürsten von Orange

### Haus Les Baux
- Wilhelm IV., deren Sohn, Graf von ½ Orange 1182–1219, nennt sich Fürst von Orange
- Wilhelm V., dessen Sohn, Fürst von ¼ Orange 1219–1239
- Wilhelm VI., dessen Sohn, Fürst von ¼ Orange 1239–1248
- Raimund V., dessen Bruder, Fürst von ¼ Orange ab 1248
- Bertrand II. des Baux, dessen Sohn, Fürst von ¼ Orange vor 1288, tauscht 1289 ¼ Orange gegen Courteson – Nachkommen: die Herzöge von Andria

- Raimund II., Bruder Wilhelm V., Fürst von ¼ Orange 1219–1282
- Bertrand III., dessen Sohn, Fürst von ¼ Orange 1282–1335, tauscht Courteson gegen ein weiteres ¼ Orange 1289, kauft 1307 die zweite Hälfte von Orange
- Raimund III., dessen Sohn, Fürst von Orange 1335–1340
- Raimund IV., dessen Sohn, Fürst von Orange 1340–1393
- Marie, dessen Tochter, Fürstin von Orange 1393–1417, ⚭ Johann III. de Chalon, Herr von Arlay, Fürst von Orange 1393–1418

### Haus Chalon II
- Johann III. de Chalon, Herr von Arlay, Fürst von Orange 1393–1418, ⚭ Marie, Fürstin von Orange 1393–1417, Tochter des Fürsten Raimund IV.,
- Ludwig genannt le Bon (der Gute), deren Sohn, Fürst von Orange 1418–1463, ⚭ Johanna von Mömpelgard (Montbéliard), Erbin von Montfaucon
- Wilhelm VII., deren Sohn, Fürst von Orange 1463–1475
- Johann II. de Chalon, dessen Sohn, Fürst von Orange 1475–1477
- Philippe de Hochberg, Großneffe Ludwigs, Sohn des Markgrafen Rudolf IV. von Hachberg-Sausenberg, Fürst von Orange 1478–1482
- Johann II. de Chalon Fürst von Orange (2. Mal) 1482–1502
- Philibert de Chalon, dessen Sohn, Fürst von Orange 1502–1522, abgesetzt
- Gaspard II. de Coligny, Fürst von Orange 1522–1526
- Philibert, Fürst von Orange (2. Mal) 1526–1530
  - Claude de Chalon, dessen Schwester, ⚭ Heinrich III. von Nassau-Breda

### Haus Nassau

Wappen Nassau-Orange

- Renatus, deren Sohn, Fürst von Orange 1530–1544
- Wilhelm I., dessen Neffe und Testamentserbe, Fürst von Orange 1544–1584, Statthalter von Holland und Zeeland
- Philipp Wilhelm, dessen Sohn, Fürst von Orange 1584–1618,
- Moritz, dessen Bruder, Fürst von Orange 1618–1625, Statthalter von Holland und Zeeland
- Friedrich Heinrich, dessen Bruder, Fürst von Orange 1625–1647, Statthalter von Holland und Zeeland
- Wilhelm II., dessen Sohn, Fürst von Orange 1647–1650, Statthalter von Holland und Zeeland
- Wilhelm III., dessen Sohn, Fürst von Orange 1650–1702, Statthalter von Holland und Zeeland, 1688 König von England

#### Titularfürsten nach französischer Annexion
- Johann Wilhelm Friso, Großneffe Wilhelms II., Fürst von Orange 1702–1711, Statthalter von Friesland 1702–1711
- Wilhelm IV., dessen Sohn, Fürst von Orange 1711–1751, Erbstatthalter der Niederlande 1747–1751
- Wilhelm V., dessen Sohn, Fürst von Orange 1751–1806, Erbstatthalter der Niederlande 1751–1795
- Wilhelm VI., dessen Sohn, Fürst von Orange 1806–1815, König Wilhelm I. der Niederlande 1815–1840

#### Als niederländische Thronfolgerinnen bzw. Thronfolger
Bis zur Änderung des entsprechenden Gesetzes 1983 war der Titel Prins van Oranje allein den männlichen Thronfolgern vorbehalten. Seitdem gilt, dass das erstgeborene Kind geschlechtsunabhängig den Titel erhält.
- Willem (Wilhelm II.) (1815–1840, Titel bei der Thronbesteigung abgegeben)
- Willem (Wilhelm III.) (1840–1849, Titel bei der Thronbesteigung abgegeben)
- Willem, ältester Sohn Wilhelms III. aus seiner ersten Ehe (1849–1879)
- Alexander, zweiter Sohn Wilhelms III. aus seiner ersten Ehe (1879–1884)
- Willem-Alexander (1980–2013, Titel bei der Thronbesteigung abgegeben)
- Catharina-Amalia, älteste Tochter von Willem-Alexander, die seit 2013 als erste Königstochter den Titel Prinses van Oranje als Thronfolgerin trägt.

Die ehemals regierenden niederländischen Königinnen Wilhelmina, Juliana und Beatrix trugen diesen Titel nicht während ihrer Zeit als Thronfolgerinnen. Sie erhielten jeweils nach ihrer Abdankung den Titel Prinses van Oranje-Nassau.